# Eupsenius politus
Eupsenius politus är en skalbaggsart som beskrevs av Edmund Reitter 1883. Eupsenius politus ingår i släktet Eupsenius och familjen kortvingar. Inga underarter finns listade i Catalogue of Life.